# Fabula (folkloristique)
Pour les articles homonymes, voir Fabula (homonymie).
Fabula (du latin fabula, « récit fabuleux »), est une revue universitaire multilingue consacrée à la folkloristique internationale, plus particulièrement au récit européen (contes merveilleux, sagas, fables…). Organe officiel de l'ISFNR (de) (International Society for Folk Narrative Research, Société Internationale pour l'investigation des narrations populaires), elle publie des essais, des recensions et critiques, et des rapports de conférences en allemand, anglais et français. Elle est sous-titrée Zeitschrift für Erzählforschung. Journal of Folktale Studies. Revue d'Études sur le Conte Populaire.
Fondée par l'universitaire allemand Kurt Ranke en 1957, la revue a été publiée depuis lors deux fois par an par l'éditeur De Gruyter à Berlin et à Boston. Elle est disponible à la fois en édition papier et en ligne (accès payant). En 2016, elle est éditée par Brigitte Bönisch-Brednich, Simone Stiefbold et Harm-Peer Zimmermann. Elle entretient un rapport étroit avec l’Encyclopédie du conte (Enzyklopädie des Märchens), dont les 15 volumes ont paru progressivement de 1977 à 2015.